# Mig og min lillebror
Mig og min lillebror er en dansk komediefilm fra 1967 instrueret af Lau Lauritzen Jr. og med manuskript af Aage Stentoft og Ulrich Ravnbøl. Frit efter Brødrene Østermans Huskors.

## Medvirkende
- Dirch Passer
- Poul Reichhardt
- Lily Broberg
- Jesper Langberg
- Else Marie Hansen
- Gunnar Lauring
- Karl Stegger
- Guri Richter
- Lotte Horne
- Palle Huld
- Lise Thomsen
- Arthur Jensen
- Christian Arhoff
- Valsø Holm
- Bjørn Spiro
- Bent Vejlby
- Peer Guldbrandsen
- Einar Juhl
- Ego Brønnum-Jacobsen
- Elga Olga Svendsen
- Ebba With
- Jørgen Weel
- Kirsten Passer
- Folmer Rubæk
- Peter Bonke
- Gunnar Bigum
- Jytte Abildstrøm